# Brachytoma
Brachytoma é um gênero de gastrópodes pertencente a família Pseudomelatomidae.

## Espécies
- †Brachytoma annandalei Vredenburg, 1921
- †Brachytoma buddhaica Vredenburg, 1921
- †Brachytoma convexa Vredenburg, 1921
- †Brachytoma gautama Vredenburg, 1921
- †Brachytoma pinfoldi Vredenburg, 1921
- †Brachytoma reticulata Vredenburg, 1921
- Brachytoma rioensis (Smith E. A., 1915)[3]
- Brachytoma rufolineata (Schepman, 1913)[4]
- †Brachytoma sarasvati Vredenburg, 1921
- †Brachytoma simazirianus Nomura & Zinbo, 1936
- †Brachytoma tjemoroensis Martin, 1903
- Brachytoma tuberosa (Smith E. A., 1875)[5]
- †Brachytoma yabei Vredenburg, 1921

Espécies trazidas para a sinonímia
- Brachytoma crenularis Graveley, 1942: sinônimo de Ptychobela nodulosa (Gmelin, 1791)
- Brachytoma investigatoris Smith, 1899: sinônimo de Drillia investigatoris (Smith, 1899)
- Brachytoma kawamurai Habe & Kosuge, 1966: sinônimo de Cheungbeia kawamurai (Habe & Kosuge, 1966) (combinação original)
- Brachytoma kurodai Habe & Kosuge, 1966: sinônimo de Inquisitor kurodai (Habe & Kosuge, 1966)
- †Brachytoma sacra Reeve, 1845: sinônimo de †Tylotiella sacra (Reeve, 1845)
- Brachytoma sinensis (Hinds, 1843): sinônimo de Crassispira sinensis (Hinds, 1843)
- Brachytoma spuria (Hedley, 1922): sinônimo de Turricula nelliae spuria (Hedley, 1922)
- Brachytoma sumatrensis Powell, 1966: sinônimo de Ptychobela sumatrensis (Petit de la Saussaye, 1852)
- Brachytoma takeokensis Otuka, 1949: sinônimo de Crassispira takeokensis (Otuka, 1949) (combinação original)
- Brachytoma vexillum Habe & Kosuge, 1966: sinônimo de Ptychobela vexillium (Habe & Kosuge, 1966) (combinação original)
- Brachytoma zuiomaru Nomura & Hatai, 1940: sinônimo de Inquisitor jeffreysii (E. A. Smith, 1875): sinônimo de Funa jeffreysii (E. A. Smith, 1875)

Further investigation needed
- Brachytoma strombiformis (G.B. Sowerby II, 1839) (species inquirenda)